# Лазукин, Андрей Олегович
Андрей Олегович Лазукин (род. 19 ноября 1997, Тольятти, Самарская область, Россия) — российский фигурист, выступающий в одиночном катании. Победитель финала Кубка России (2019), бронзовый призёр турнира серии Челленджер Lombardia Trophy (2018) и командного чемпионата мира (2019).

## Биография
Андрей Олегович Лазукин родился 19 ноября 1997 года в Тольятти в семье программистов. На данный[какой?] момент является студентом НГУ имени П.Ф. Лесгафта, кафедры теории и методики конькобежного спорта и фигурного катания. 

## Карьера

### Ранние годы
Родители привели Андрея на каток, когда ему было три года. До сезона 2010/11 тренировался в СДЮШОР №1 (Тольятти) у Ирины Барановой. Когда Андрею было 13 лет, его на соревнованиях в Старом Осколе заметил Алексей Николаевич Мишин и пригласил к себе в Санкт-Петербург на просмотр. В 2010 году он переехал в Санкт-Петербург, где по сей день тренируется в группе Мишина.
В 2012 году дебютировал на этапе юниорской серии Гран-при, который прошёл в Линце. По итогам соревнований он занял седьмое место. На своём первом взрослом чемпионате России российский фигурист занял тринадцатое место. На первенстве России среди юниоров Андрей стал восьмым. В сезоне 2013/2014 Андрей выступил на этапе юниорского Гран-при в Мексике, где вошёл в пятёрку лучших. На чемпионате России, который прошёл в Сочи, Лазукин не попал в десятку лучших, став лишь четырнадцатым. На первенстве России Андрей не вошёл в тройку лучших, как и год назад став восьмым, и не попал на юниорский чемпионат мира.
В следующем сезоне Лазукин впервые в карьере выиграл юниорский этап Гран-при, одержав победу в Германии. Но через неделю в Хорватии фигурист стал восьмым, тем самым не попав в юниорский финал Гран-при. В ноябре дебютировал на международном взрослом уровне, став пятым на турнире серии Челленджер Volvo Open Cup. На чемпионате России, который прошёл в конце декабря, фигурист не смог войти в десятку, став тринадцатым. В феврале 2015 года на первенстве России среди юниоров Лазукин стал шестым. Через неделю он выиграл турнир Bavarian Open 2015, выступая во взрослой категории.
Сезон 2015/2016 он начал на юниорском этапе Гран-при в Испании, где занял только девятое место. На взрослом чемпионате России Андрей второй год подряд стал тринадцатым. На первенстве России среди юниоров, который прошёл в конце января 2016 года, российский фигурист замкнул десятку.
Начиная со следующего сезона Лазукин выступал только на взрослом уровне. В конце декабря в Челябинске прошёл чемпионат России. Андрей выступил очень удачно на этом турнире, став по итогам соревнований четвёртым, впервые в карьере попав в пятёрку лучших фигуристов страны. В феврале 2017 года спортсмен выступил на зимней Универсиаде, став по итогам соревнований девятым. В начале апреля Лазукин стал серебряным призёром турнира Triglav Trophy.

### Сезон 2017/2018
Олимпийский сезон Лазукин начал с участия в двух соревнованиях серии Челленджер. В середине сентября он занял восьмое место на Lombardia Trophy, а в начале октября он снова финишировал восьмым на турнире в Финляндии. Две недели спустя он дебютировал на этапах взрослой серии Гран-при. Дебют состоялся на домашнем турнире, по итогам которого Андрей замкнул десятку лучших. В начале декабря выступил на турнире Golden Spin of Zagreb, где занял шестое место. Следующим его соревнованием был национальный чемпионат, который в середине декабря прошёл в Санкт-Петербурге. По итогам турнира Лазукин стал седьмым, тем самым не попал на Олимпийские игры.

### Сезон 2018/2019
В сентябре Лазукин завоевал бронзовую медаль на Lombardia Trophy 2018, установив новый личный лучший результат, который составлял 243,45 балла. Эта его первая медаль на турнирах серии Челленджер. В начале ноября он занял шестое место на этапе Гран-при, который прошёл в Финляндии. Две недели спустя он занял седьмое место на Rostelecom Cup 2018. На чемпионате России, который прошёл в конце года в Саранске, Андрей дебютировал с новой произвольной программой «Ромео и Джульетта» Петра Ильича Чайковского. По итогам соревнований Лазукин финишировал на четвёртом месте. После национального чемпионата был включён в список участников на зимнюю Универсиаду, которая в марте прошла в Красноярске. В конце февраля впервые в карьере выиграл финал Кубка России. Поехал на чемпионат мира 2019 вместо Максима Ковтуна, который не смог поехать из-за медицинских показаний. На чемпионате выступил с личными для себя рекордами. Занял итоговое 10-е место.

## Программы
| Сезон     | Короткая программа                                                                            | Произвольная программа |
| --------- | --------------------------------------------------------------------------------------------- | --- |
| 2021—2022 | - «El Tango De Roxanne» (из мюзикла «Мулен Руж!») хореография Татьяны Прокофьевой             | - «Иисус Христос — суперзвезда» Эндрю Ллойд Уэббер хореография Татьяны Прокофьевой                                                                                    |
| 2019—2020 | - «Баллада о Мэкки-Ноже» Курт Вайль в исполнении Бобби Дарина хореография Татьяны Прокофьевой | - «Аранхуэсский концерт» Хоакин Родриго хореография Татьяны Прокофьевой                                                                                               |
| 2018—2019 | - «I Put a Spell on You» Джо Кокер хореография Татьяны Прокофьевой                            | - «Ромео и Джульетта» Петр Ильич Чайковский хореография Татьяны Прокофьевой - «Прелюдия до-диез минор op. 3, No. 2» Сергей Рахманинов хореография Татьяны Прокофьевой |
| 2017—2018 | - «Malagueña» Эрнесто Лекуона, Брайан Сетцер хореография Татьяны Прокофьевой                  | - «Маскарад» Арам Хачатурян хореография Татьяны Прокофьевой |
| 2015—2017 | - «Nessun dorma» Джакомо Пуччини в исполнении Андреа Бочелли хореография Татьяны Прокофьевой  | - «Дон Кихот» Людвиг Минкус хореография Татьяны Прокофьевой |
| 2014—2015 | - «Концерт для фортепиано № 1» Феликс Мендельсон хореография Татьяны Прокофьевой              | - «Exogenesis: Symphony Part III, Redemption» Muse хореография Татьяны Прокофьевой                                                                                    |
| 2013—2014 | - «Music» Антонин Дворжак хореография Татьяны Прокофьевой                                     | - «Очи чёрные» Флориан Герман хореография Татьяны Прокофьевой |

## Спортивные достижения
| Соревнования                                      | 11/12         | 12/13         | 13/14         | 14/15         | 15/16         | 16/17         | 17/18         | 18/19         | 19/20         | 21/22         |
| Международные                                     | Международные | Международные | Международные | Международные | Международные | Международные | Международные | Международные | Международные | Международные |
| ------------------------------------------------- | ------------- | ------------- | ------------- | ------------- | ------------- | ------------- | ------------- | ------------- | ------------- | ------------- |
| Чемпионат мира                                    |               |               |               |               |               |               |               | 10            |               |               |
| Этап Гран-при: Cup of China                       |               |               |               |               |               |               |               |               | 10            |               |
| Этап Гран-при: Финляндия                          |               |               |               |               |               |               |               | 6             |               |               |
| Этап Гран-при: Кубок Ростелекома                  |               |               |               |               |               |               | 10            | 7             |               |               |
| Этап Гран-при: Skate Canada                       |               |               |               |               |               |               |               |               | 8             |               |
| Finlandia Trophy                                  |               |               |               |               |               |               | 8             |               | 7             |               |
| Золотой конёк Загреба                             |               |               |               |               |               |               | 6             | WD            |               |               |
| Lombardia Trophy                                  |               |               |               |               |               |               | 8             | 3             | 12            |               |
| Кубок Volvo                                       |               |               |               | 5             |               |               |               |               |               |               |
| Кубок Баварии                                     |               |               |               | 1             |               |               |               |               |               |               |
| Кубок Ниццы                                       |               |               |               |               | 11            |               |               |               |               |               |
| Dragon Trophy                                     |               |               |               |               |               |               |               | 2             |               |               |
| Triglav Trophy                                    |               |               |               |               |               | 2             |               |               |               |               |
| Командный чемпионат мира                          |               |               |               |               |               |               |               | 3             |               |               |
| Зимняя Универсиада                                |               |               |               |               |               | 9             |               | 5             |               |               |
| Международные среди юниоров                       |               |               |               |               |               |               |               |               |               |               |
| Этап юниорского Гран-при: Австрия                 |               | 7             |               |               |               |               |               |               |               |               |
| Этап юниорского Гран-при: Хорватия                |               |               |               | 8             |               |               |               |               |               |               |
| Этап юниорского Гран-при: Германия                |               |               |               | 1             |               |               |               |               |               |               |
| Этап юниорского Гран-при: Мексика                 |               |               | 5             |               |               |               |               |               |               |               |
| Этап юниорского Гран-при: Испания                 |               |               |               |               | 9             |               |               |               |               |               |
| Кубок Ниццы                                       |               |               |               | 1             |               |               |               |               |               |               |
| Национальные                                      |               |               |               |               |               |               |               |               |               |               |
| Чемпионат России                                  |               | 13            | 14            | 13            | 13            | 4             | 7             | 4             | 12            |               |
| Первенство России среди юниоров                   | 13            | 8             | 8             | 6             | 10            |               |               |               |               |               |
| Финал Кубка России                                | 7 J           | 5 J           | 3             | 3             |               | 5             |               | 1             |               | WD            |
| Этап Кубка России. I этап                         |               |               |               |               | 7             | 4             |               |               |               | 7             |
| Этап Кубка России. II этап                        |               | 4             |               |               |               |               |               |               |               |               |
| Этап Кубка России. III этап                       | 8             |               | 1             |               |               |               |               |               |               |               |
| Этап Кубка России. IV этап                        | 8             | 6             |               | 3             |               | 5             | 3             |               |               | 2             |
| Этап Кубка России. V этап                         |               |               | 4             | 2             | 3             |               | 1             |               |               |               |
| J = юниорский уровень, WD = снялся с соревнований |               |               |               |               |               |               |               |               |               |               |